# シャーロック+アカデミー
『シャーロック+アカデミー』 (SHERLOCK ACADEMY) は、紙城境介による日本のライトノベル。イラストはしらびが担当している。MF文庫J (KADOKAWA) より2023年6月から刊行されている。
『このライトノベルがすごい！2024』では文庫部門で22位、総合新作部門で10位になった。

## あらすじ
1999年、20世紀末に当代随一の探偵「スティーブン・ヘーゼルダイン」と、卓越した犯罪演出家「不実崎未全（ふみさき みぜん）」の壮絶な知略戦争は日本で決着した。しかし、不実崎未全の犯罪を用いた芸術はインターネット上で瞬く間に拡散し、世界中に大量の自称後継者（フォロワー）と彼らによるおびただしい数の迷宮入り事件を生み出した。
これに応じて、探偵スティーブン・ヘーゼルダインは国際連合と協力し「国連探偵開発局 ー UNDeAD (United Nations Detective administration) 」を設立した。世界中の優秀な頭脳を集め、21世紀に広まった無数の新興犯罪に対抗した。こうして新たなる千世紀、21世紀は探偵と犯罪者の終わりなき戦いの時代となった。
それから25年以上が経過。情報があふれる社会に、情報を収集・整理・推断する専門職「探偵」はありとあらゆる場所に存在するようになった。
探偵全盛時代であると同時に犯罪全盛時代となった現代において、知性輝きし光の千世紀を作り上げた名探偵、スティーブン・ヘーゼルダインは「探偵王」と呼ばれ、謎が渦巻く闇の千世紀を作り上げた犯罪演出家、不実崎未全は「犯罪王」と呼ばれている。

## 既刊一覧
- 紙城境介（著）・しらび（イラスト）、KADOKAWA〈MF文庫J〉、既刊4巻（2025年3月24日現在）
  - 『シャーロック+アカデミー Logic.1 犯罪王の孫、名探偵を論破する』2023年6月25日初版第1巻発行[3]（2023年6月23日発売[4]）、ISBN 978-4-04-682446-2
  - 『シャーロック+アカデミー Logic.2 マクベス・ジャック・ジャック』2023年8月25日発売[5]、ISBN 978-4-04-682774-6
  - 『シャーロック+アカデミー Logic.3 カラスが虹に染まる時』2024年3月25日発売[6]、ISBN 978-4-04-683343-3
  - 『シャーロック+アカデミー Logic.4 犯罪RPG』2025年3月24日発売[7]、ISBN 978-4-04-684638-9